# Lluís Planagumà
Lluís Planagumà Ramos (Barcelona, España, 25 de octubre de 1980) es un entrenador de fútbol español. Actualmente es director deportivo del FC Helsingør de Dinamarca.

## Trayectoria

### Entrenador
Es un entrenador formado en la Ciudad Deportiva del RCD Espanyol. Planagumà dirigió al Benjamín A, Alevín B, Infantil A y B, Cadete A y B, y al Juvenil B. También ha pasado por el banquillo del CE Pubilla Casas y del primer equipo de la UDA Gramenet antes de recalar en diciembre de 2011 en la cantera del Villarreal.
El preparador, estuvo tres temporadas dirigiendo al Villarreal B y C, para regresar en 2014 al filial del Espanyol, en sustitución de Sergio González. Volvería a Sant Adrià donde ejerció de técnico de las categorías inferiores durante once cursos.
En 2016 firma por el Granada CF para ser el entrenador de su filial en el grupo IV de Segunda B.
El 28 de septiembre de 2016 se hace de forma interina con las riendas del primer equipo del Granada CF tras la destitución de Paco Jémez. El 1 de octubre de 2016 debuta como entrenador en Primera División en el partido que disputan el Granada CF y el Leganés.
El 27 de junio de 2017 Lluís Planagumà fue presentado como nuevo técnico del UCAM Murcia CF para la temporada 2017/18 en la sala de prensa de La Condomina, acompañado por Pedro Reverte, director deportivo; y Miguel López, directivo del Club y director de Global París, uno de los principales patrocinadores. 
Durante la temporada 2018-19 se convierte en entrenador del Hércules CF con el que acabaría segundo clasificado del Grupo III de Segunda División B, consiguiendo la 2a. mejor clasificación de la historia del club en 2aB. En la fase de ascenso llegaría a la final con el conjunto alicantino después de eliminar al Barakaldo CF y al UD Logroñés. En la final la SD Ponferradina les dejaría a las puertas del ascenso. Al comienzo de la temporada 2019-20 fue despedido en la jornada cuatro debido al mal comienzo del equipo. 
El 19 de enero de 2020, se hace oficial su contratación como entrenador del FC Imabari de la J3 League.
El 20 de mayo de 2021, deja de ser entrenador del FC Imabari de la J3 de mutuo acuerdo con el club.
El 1 de febrero de 2022, se incorpora a la estructura del Vissel Kobe japonés, formando parte del staff técnico del club como responsable de formación de los jugadores más jóvenes. El 21 de marzo de 2022, tras la destitución de Atsuhiro Miura, se hace cargo de manera interina del Vissel Kobe de la J1 League.
En septiembre de 2023, fue nombrado entrenador del Emirates Club de la UAE Pro League.El 20 de diciembre de 2023, su contrato fue rescindido de mutuo acuerdo.
En la temporada 2024-25, firma como director deportivo del Club Deportivo Atlético Paso de la Segunda Federación. El 29 de septiembre de 2024, tras la destitución de Juanma Pavón, se hace cargo del banquillo del club canario. 
El 26 de noviembre de 2024, tras la llegada de Padilla al banquillo, Lluís pasa a ser director deportivo. 
En abril de 2025, coge las riendas como entrenador interino del FC Helsingør de la 2nd Division de Dinamarca. Realiza también funciones de director deportivo del club danés, cuya parte de la propiedad es de la empresa del futbolista  Andrés Iniesta.

## Clubes
| Club                                  | País                   | Año             |
| ------------------------------------- | ---------------------- | --------------- |
| RCD Espanyol (inferiores)             | España                 | 1999-2010       |
| Pubilla Casas                         | España                 | 2010-2011       |
| Unión Deportiva Atlético Gramenet B   | España                 | 2011            |
| Unión Deportiva Atlético Gramenet     | España                 | 2011            |
| Villarreal CF C                       | España                 | 2011-2012       |
| Villarreal CF B                       | España                 | 2012-2014       |
| Real Club Deportivo Espanyol "B"      | España                 | 2014-2016       |
| Granada Club de Fútbol "B"            | España                 | 2016-2017       |
| Granada Club de Fútbol (provisional)  | España                 | 2016-2017       |
| UCAM Murcia CF                        | España                 | 2017-2018       |
| Hércules CF                           | España                 | 2018-2019       |
| FC Imabari                            | Japón                  | 2020-2021       |
| Vissel Kobe (Director de formación)   | Japón                  | 2022            |
| Vissel Kobe                           | Japón                  | 2022            |
| Emirates Club                         | Emiratos Árabes Unidos | 2023            |
| CD Atlético Paso (Director deportivo) | España                 | 2024-actualidad |
| CD Atlético Paso                      | España                 | 2024            |